# The Fall (livro)
The Fall (traduzido em Portugal como A Queda) é o sétimo livro da coleção CHERUB, traduzido para a língua portuguesa e editado pela Porto Editora, a partir do livro The Fall, do inglês Robert Muchamore. A sua versão original está escrita em língua inglesa.

## Resumo
Quando uma missão organizada pelo MI5 corre de forma desastrosa, James Adams é obrigado a usar de todas as suas capacidades para escapar da Rússia com vida.
Entretanto, a sua irmã Lauren segue na sua primeira missão a solo para tentar desmascarar uma monstruosa operação de tráfico humano.
E quando James chega finalmente a casa, descobre que o seu pesadelo está apenas a começar.